# Café Minamdang
Café Minamdang (hangul: 미남당; rr: Minamdang) é uma série de televisão sul-coreana de 2022 estrelada por Seo In-guk, Oh Yeon-seo, Kwak Si-yang, Kang Mi-na e Kwon Soo-hyun. É baseada em um web novel intitulado Minamdang: Case Note do escritor Jung Jae-ha, que foi serializado no KakaoPage e ganhou o grande prêmio no concurso de web novels da plataforma. A série foi ao ar na KBS2 de 27 de junho a 23 de agosto de 2022, todas as segundas e terças-feiras às 21h50 (KST). Também está disponível para streaming na Netflix em regiões selecionadas.

## Sinopse
A série acompanha os acontecimentos misteriosos vivenciados por um ex-criador de perfis que se tornou xamã, e seus colegas. Também conta a história de um café suspeito chamado ‘’Minamdang’’ e seus clientes.

## Elenco

### Principal
- Seo In-guk como Nam Han-joon: um belo criador de perfis que virou vigarista que é uma heresia xamânica e tem esplêndidas habilidades de fala.[9]
- Oh Yeon-seo como Han Jae-hui: uma detetive de homicídios do terceiro ano que é justa, alegre e peculiar, mas uma pessoa sincera.[6][9]
  - Kim Min-seo como a jovem Han Jae-hui.[10]
- Kwak Si-yang como Gong Soo-cheol: barista no Café Minamdang durante o dia e detetive de homicídios à noite.[11]
- Kang Mi-na  como Nam Hye-joon: a irmã mais nova de Han-joon que é ex-ás do NIS.[11]
- Kwon Soo-hyun como Cha Do-won: um promotor inteligente e rico do Departamento de Assuntos Criminais do Ministério Público do Distrito Ocidental.[2][11]

### Apoio
- Baek Seo-hoo como Jo Na-dan: um lindo funcionário de meio período do Café Minamdang que encanta os clientes com sua beleza e natureza doce.[12]
- Jung Man-sik como Jang Doo-jin: um detetive veterano de quinze anos.[13]
- Heo Jae-ho como Kim Sang-hyeop: um detetive apaixonado.[14]
- Jung Ha-joon como Na Kwang-tae: um detetive novato.[15]
- Jung Eun-pyo como Kim Cheol-geun: o chefe de polícia.
- Hwang Woo-seul-hye como Lee Min-kyung: um cliente VIP do Café Minamdang.
- Baek Seung-ik como Park Jin-sang: o diretor da Joyce Entertainment.[16]
- Kim Byung-soon como Park Dong-gi: pai de Jin-sang e presidente de uma seguradora de propriedade.[17]
- Lee Jae-woon como Cha Seung-won: irmão mais velho de Do-won.[18]
- Jung Da-eun como Tia Im: uma misteriosa cartomante.[19]
- Won Hyun-jun como Gu Tae-soo[20]

### Estendido
- Park Hae-in como Lee Ji-eun.[21]
- Moon Yu-bin[22]
- Kim Won-sik como Shin Kyung-ho[23]
- Kwon Hyuk como Jeong Cheong-gi.[24]
- Jang Hyuk-jin como Choi Young-seop.[25]
- Park Jun-seong como Do Jun-ha.[25]
- Jo Min-gyu como namorado de Hye-joon.[26]
- Kim Min-seol como Kang Eun-hye.[27]
- Park Dong-bin como Lee Myung-jun: prefeito de Shinmyeong.[28]
- Yoon Young-geol como Park Jeong-hyun: membro da Assembleia Nacional.[29]
- Cha Geon-woo como Nam Pil-goo: chefe do departamento anticorrupção do Ministério Público Supremo.[30]
- Woo Jung-won como Jeong Hye-yoon: um psiquiatra.[31]

### Participações especiais
- Song Jae-rim como Han Jae-jung.[32][33]
- Lee Si-eon como Yeo Chun-pal.[34]
- Lucy (do Weki Meki) como ex-namorada de Nam-joon.[35]
- Song Joo-hee como Min Yu-seon.[36]
- Cha Tae-hyun como sacerdote.[37]
- Eum Moon-suk como Dae-tong.[37]
- Heo Jung-min como detetive.[38]

## Produção
A primeira leitura do roteiro do elenco foi realizada em 19 de novembro de 2021.
Em 29 de março de 2022, a agência de Seo In-guk anunciou que o ator interrompeu temporariamente as filmagens de Café Minamdang após testar positivo para a COVID-19.

## Trilha sonora original

### Parte 1
| Lançamento: 4 de julho de 2022 |                        |                |         |  |
| N.º                            | Título                 | Artista        | Duração |  |
| 1.                             | "Ghost Buster"         | Jo Gwang-il    | 3:00    |  |
| 2.                             | "Ghost Buster" (Inst.) |                | 3:00    |  |
| Duração total:                 | Duração total:         | Duração total: | 6:00    |  |

### Parte 2
| Lançamento: 12 de julho de 2022 |                      |                |         |  |
| N.º                             | Título               | Artista        | Duração |  |
| 1.                              | "Stay Awake"         | Nam Young-joo  | 2:30    |  |
| 2.                              | "Stay Awake" (Inst.) |                | 2:30    |  |
| Duração total:                  | Duração total:       | Duração total: | 5:00    |  |

### Parte 3
| Lançamento: 19 de julho de 2022 |                                         |                |         |  |
| N.º                             | Título                                  | Artista        | Duração |  |
| 1.                              | "Endless Night" (끝나지 않는 밤)        | Raina          | 4:13    |  |
| 2.                              | "Endless Night" (끝나지 않는 밤; Inst.) |                | 4:13    |  |
| Duração total:                  | Duração total:                          | Duração total: | 8:26    |  |

### Parte 4
| Lançamento: 26 de julho de 2022 |                                                 |                |         |  |
| N.º                             | Título                                          | Artista        | Duração |  |
| 1.                              | "The Dance of Minamdang" (부채춤을 춘다)        | Gonia          | 3:14    |  |
| 2.                              | "The Dance of Minamdang" (부채춤을 춘다; Inst.) |                | 3:14    |  |
| Duração total:                  | Duração total:                                  | Duração total: | 6:28    |  |

### Parte 5
| Lançamento: 2 de agosto de 2022 |                     |                |         |  |
| N.º                             | Título              | Artista        | Duração |  |
| 1.                              | "Stay Here"         | More           | 3:18    |  |
| 2.                              | "Stay Here" (Inst.) |                | 3:18    |  |
| Duração total:                  | Duração total:      | Duração total: | 6:36    |  |

### Parte 6
| Lançamento: 9 de agosto de 2022 |                                   |                |         |  |
| N.º                             | Título                            | Artista        | Duração |  |
| 1.                              | "I Like You" (너를 좋아해)        | Seo In-guk     | 2:85    |  |
| 2.                              | "I Like You" (너를 좋아해; Inst.) |                | 2:85    |  |
| Duração total:                  | Duração total:                    | Duração total: | 5:56    |  |

### Parte 7
| Lançamento: 16 de agosto de 2022 |                          |                |         |  |
| N.º                              | Título                   | Artista        | Duração |  |
| 1.                               | "Still With You"         | SuA            | 3:06    |  |
| 2.                               | "Still With You" (Inst.) |                | 3:06    |  |
| Duração total:                   | Duração total:           | Duração total: | 6:12    |  |

## Audiência
A série obteve altos índices de audiência na Coreia do Sul. O portal de notícias Soompi informou que a série obteve, em sua estreia, uma classificação nacional média de 5,7% e permaneceu como o drama noturno número 1, nas segundas e terças-feiras.

### Espectadores da Coreia do Sul
| Episódio | Espectadores por episódio (milhares) |
| -------- | ------------------------------------ |
| 01       | 0.967                                |
| 02       | 0.935                                |
| 03       | 1.009                                |
| 04       | 1.041                                |
| 05       | 0.827                                |
| 06       | 0.837                                |
| 07       | 0.812                                |
| 08       | 0.855                                |
| 09       | 0.770                                |
| 10       | 0.967                                |
| 11       | 0.795                                |
| 12       | 0.817                                |
| 13       | N/A                                  |
| 14       | 0.800                                |
| 15       | 0.823                                |
| 16       | 0.868                                |
| 17       | 0.899                                |
| 18       | 1.008                                |

### Avaliações médias de audiência
| Ep. | Data de transmissão original | Parcela média de audiência | Parcela média de audiência | Parcela média de audiência |
| Ep. | Data de transmissão original | Nielsen Korea              | Nielsen Korea              | TNmS                       |
| Ep. | Data de transmissão original | Em todo o país             | Seul                       | Em todo o país             |
| --- | ---------------------------- | -------------------------- | -------------------------- | -------------------------- |
| 1 | 27 de junho de 2022          | 5.7% (13°)                 | 5.7% (10°)                 | 5.3% (13°)                 |
| 2 | 28 de junho de 2022          | 5.6% (11°)                 | 5.3% (14°)                 | 5.0% (13°)                 |
| 3 | 4 de julho de 2022           | 5.6% (12°)                 | 5.6% (9°)                  | N/A                        |
| 4 | 5 de julho de 2022           | 5.7% (10°)                 | 5.8% (7°)                  | 4.4% (15°)                 |
| 5 | 11 de julho de 2022          | 4.8% (15°)                 | 4.6% (17°)                 | 4.6% (17°)                 |
| 6 | 12 de julho de 2022          | 4.2% (18°)                 | 4.1% (18°)                 | 4.5% (17°)                 |
| 7 | 18 de julho de 2022          | 4.5% (17°)                 | 4.3% (17°)                 | N/A                        |
| 8 | 19 de julho de 2022          | 5.0% (13°)                 | 4.8% (14°)                 | 3.9% (19°)                 |
| 9 | 25 de julho de 2022          | 4.5% (15°)                 | 4.6% (15°)                 | N/A                        |
| 10 | 26 de julho de 2022          | 5.5% (9°)                  | 5.7% (7°)                  | N/A                        |
| 11 | 1 de agosto de 2022          | 4.1% (19°)                 | 4.1% (17°)                 | N/A                        |
| 12 | 2 de agosto de 2022          | 4.7% (14°)                 | 4.5% (14°)                 | 4.0% (17°)                 |
| 13 | 8 de agosto de 2022          | 3.7% (22°)                 | N/A                        | N/A                        |
| 14 | 9 de agosto de 2022          | 4.3% (22°)                 | N/A                        | N/A                        |
| 15 | 15 de agosto de 2022         | 4.5% (19°)                 | 4.4% (19°)                 | N/A                        |
| 16 | 16 de agosto de 2022         | 5.0% (13°)                 | 4.8% (14°)                 | 4.3% (17°)                 |
| 17 | 22 de agosto de 2022         | 5.0% (13°)                 | 5.1% (14°)                 | N/A                        |
| 18 | 23 de agosto de 2022         | 5.7% (11°)                 | 5.6% (9°)                  | 4.2% (18°)                 |
| Audiência | Audiência                    | 4.9%                       | —                          | —                          |
| - Na tabela acima, os números azuis representam as classificações mais baixas e os números vermelhos representam as classificações mais altas. - N/A denota classificação que não foi divulgada. |                              |                            |                            |                            |

### Nota
1. 1 2  Devido a algumas avaliações não publicadas, a avaliação média exata é desconhecida.

## Prêmios e indicações
| Ano  | Prêmio             | Categoria                                              | Resultado | Ref.          |
| ---- | ------------------ | ------------------------------------------------------ | --------- | ------------- |
| 2022 | Asia Artist Awards | Melhor Artista (Ator) para Seo In-guk                  | Venceu    | [ 60 ]        |
| 2022 | KBS Drama Awards   | Grande Prêmio (Daesang) para Seo In-guk                | Indicado  | [ 61 ] [ 62 ] |
| 2022 | KBS Drama Awards   | Prêmio de Excelência em Atuação (Ator) para Seo In-guk | Indicado  | [ 63 ]        |
| 2022 | KBS Drama Awards   | Melhor casal para Seo In-guk e Oh Yeon-seo)            | Venceu    | [ 64 ]        |